# Edeltraud Eiberle
Edeltraud Eiberle (* 27. März 1936 in Trossingen) ist eine ehemalige deutsche Leichtathletin, die für die Bundesrepublik bei den Europameisterschaften 1958 die Bronzemedaille im Fünfkampf gewann (11,30 m – 1,54 m – 25,1 s – 11,1 s – 5,65 m.)
1957 und 1958 wurde sie Deutsche Meisterin im Fünfkampf, 1955 und 1959 Vizemeisterin. Ebenfalls Vizemeisterin wurde sie 1959 und 1960 im 80-Meter-Hürdenlauf. Im Fünfkampf stellte sie drei deutsche Rekorde auf.
Edeltraud Eiberle gehörte dem Sportverein TG Trossingen an. In ihrer Wettkampfzeit war sie 1,76 m groß und 69 kg schwer. Im Jahr 1958 heiratete sie und nahm den Namen Keller an.